# Paratanytarsus dubius
Paratanytarsus dubius är en tvåvingeart som först beskrevs av Malloch 1915.  Paratanytarsus dubius ingår i släktet Paratanytarsus och familjen fjädermyggor. Inga underarter finns listade i Catalogue of Life.